# Ducado de Samokalako
El Ducado de Samokalako (en georgiano: სამოქალაქოს საერისთავო, romanizado: samok'alak'o saerist'avo), también conocido bajo los nombres Ducado de Imericia o Ducado de Kutaisi, fue una provincia del Reino de Georgia del siglo XV. Creado por Alejandro I de Georgia para restablecer el control real sobre el Reino de Georgia Occidental, el ducado fue concedido a una rama más joven de la dinastía Bagrationi. Sin embargo, su historia sigue siendo breve y su secesión tras la batalla de Chijori condujo a la guerra del triunvirato georgiano.

## Historia
El Ducado de Samokalako se formó durante el período de reconstrucción del Reino de Georgia por el rey Alejandro I, llamado el Grande, en 1414. De hecho, este comenzó su reinado en 1412 poniendo fin a las rebeliones de los nobles de Georgia Occidental, en particular durante el conflicto entre Abjasia y Mingrelia; en 1414, decidió tomar por esposa a la princesa Tamar Bagrationi, sobrina del ex rey rebelde Constantino II de Georgia Occidental, y decidió crear un ducado de los dominios reales para su cuñado, Demetrio Bagrationi, que luego vivió en la pobreza. Demetrio devino en el nuevo duque de Samokalako y adoptó el título de eristavi, en el mismo rango que los gobernantes de Mingrelia, Guria, Svanetia, Abjasia y otros.
Samokalako estaba formado por la capital occidental de Kutaisi y sus alrededores, lo que llevó a algunos historiadores a nombrar la región como «Ducado de Kutaisi» o «Ducado de Imericia». El ducado era un vasallo directo de la Corona georgiana y debía lealtad a los reyes Alejandro I y sus hijos, Vajtang IV, Demetrio III y Jorge VIII, que gobernaron el reino juntos. En 1446, tras la abdicación del soberano georgiano, Georgia Occidental cayó bajo el gobierno de Demetrio III. Para asegurar su control sobre la región, se casó con la única hija de Demetrio de Samokalako, Goulandoukht Bagrationi, pero se rebeló contra sus hermanos. Es probable que el ducado permaneciera bajo la lealtad de Demetrio III hasta su muerte en 1453, tras lo cual regresó al control de la Corona.
Como eristavi, los gobernantes de Samokalako estaban a cargo de un batallón militar, pero no está claro si las tropas del ducado se utilizaron en la guerra contra los turcomanos en la década de 1430.
En 1455, a la muerte del eristavi Demetrio, Jorge VIII confirmó como nuevo gobernante de Samokalako al joven Bagrat Bagrationi, nieto materno de Demetrio. Este permanece fiel al gobierno central al comienzo de su reinado y el ducado participó en 1460 en la embajada de Georgia enviada a Europa Occidental para fomentar una nueva cruzada contra los otomanos, enviando un mingreliano llamado Kassadan Qartchikhan.
Sin embargo, Bagrat de Samokalako pronto se rebeló contra el rey georgiano. Después de aliarse con los ducados de Mingrelia, Svanetia, Guria y Abjasia y con el Principado de Samtsje, entró en guerra contra Jorge VIII y derrotó a las tropas reales durante la batalla de Chijori en 1462. Como resultado de esta rebelión, Bagrat ingresó al monasterio de Gelati y fue coronado rey de Georgia Occidental, poniendo fin al Ducado de Samokalako.

## Duques de Samokalako
El Ducado de Samokalako estaba gobernado por un eristavi, un gobernador noble designado por el rey y que controlaba un área en nombre de la Corona. La historiografía occidental suele traducir este título como «duque». Los gobernantes del ducado eran:
- Demetrio I: 1414-1455
- Bagrat II: 1455-1463